# Anders Öfvergård
Sven Anders Öfvergård, även känd under namnet Arga snickaren, född 3 januari 1968 i Danderyds församling, Stockholms län, är en svensk programledare, TV-personlighet, byggnadsingenjör och entreprenör. Han driver byggföretaget Öfvergård Konsult AB. Tidigare drev han fyra krogar och arbetade för reklambyrån Lowe Brindfors. 
Mellan åren 2009 och 2016 spelade Öfvergård in TV-program för Kanal 5 i Sverige med programtitlar som Arga snickaren, Arga restaurangen och Nybyggarna. Hösten 2016 kom han till TV4, där han ledde programmen Fuskbyggarna, Anders knackar på och Robinson, samt medverkade i Let's Dance 2017 tillsammans med Cecilia Ehrling Danermark. Han medverkade även i Kanal 5-serien Den stora hälsoresan. I september 2021 avbröt TV4 samarbetet med Öfvergård efter att han betett sig opassande på en personalfest.
Öfvergård är gift och har fyra barn samt är bosatt på Värmdö.

## TV-program
Programledare:
- Arga snickaren (2009–2014)
- Nybyggarna (2012)
- Arga restaurangen (2014)
- Arga snickaren VIP (2015–2016)
- Fuskbyggarna (2017–2021)
- Anders knackar på (2018–2021)
- Expedition Robinson (2018–2021)
- Anders och knarket (2019)
- Anders och våldet (2021)
- Renoveringsdrömmar (2023)

Medverkande:
- Den stora hälsoresan (2020)
- Sveriges mästerkock VIP (2021)
- Över Atlanten (säsong 6, 2024)
- 2025 – Race Across the World Sverige (TV-serie)